# 蘇哈亞河
蘇哈亞河是一条俄羅斯的河流，位於摩爾曼斯克州科拉半島以北，屬於約坎加河的支流，河道全長97公里，發源地海拔368米，河水經河道最終流入約坎加河。
它是約坎加河最重要的支流，发源于克伊維高地，它首先沿山脊向东流，最后它与其最大的支流索罗塔亚河（Золотая）汇合，然后转向东北，11千米后它与从西边来的約坎加河汇流。蘇哈亞河的流域面积为1340平方千米。76千米后約坎加河流入巴倫支海。